# Frederick E. Morgan

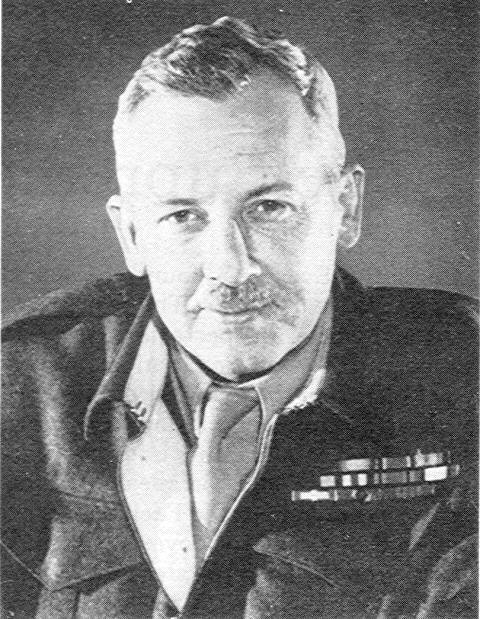
Frederick E. Morgan

O tenente-general Sir Frederick Edgworth Morgan, KCB (Paddock Wood, 5 de fevereiro de 1894 - Londres, 19 de março de 1967) foi um oficial sênior do exército britânico que lutou nas duas guerras mundiais. Ele é mais conhecido como o chefe de gabinete do Comandante Supremo Aliado (COSSAC), o planejador original da Operação Overlord.
Formado pela Royal Military Academy, Woolwich, Morgan foi comissionado como segundo-tenente da Royal Field Artillery em 1913. Durante a Primeira Guerra Mundial, serviu na Frente Ocidental como subalterno de artilharia e oficial de estado-maior. Depois serviu duas longas viagens com o exército britânico na Índia.
Pouco antes da eclosão da Segunda Guerra Mundial em 1939, Morgan foi promovido a brigadeiro e assumiu o comando do 1º Grupo de Apoio da 1ª Divisão Blindada, que liderou durante a Batalha da França. Em maio de 1942 tornou-se tenente-general e recebeu o comando do I Corpo. O quartel-general de Morgan foi designado Força 125 e recebeu a tarefa de lidar com um ataque alemão através da Espanha até Gibraltar que nunca ocorreu. Em março de 1943, foi nomeado chefe de gabinete do Comandante Supremo Aliado (Designado), ou COSSAC. Como COSSAC dirigiu o planejamento da Operação Overlord. Quando o general Dwight D. Eisenhower tornou-se Comandante Supremo Aliado, o Major General Bedell Smith tornou-se chefe de gabinete da Força Expedicionária Aliada do Quartel-General Supremo (SHAEF), enquanto Morgan tornou-se vice-chefe de gabinete.
Após a guerra, Morgan serviu como Chefe de Operações da Administração das Nações Unidas de Assistência e Reabilitação (UNRRA) na Alemanha até que sua posição na Alemanha foi eliminada depois que ele alegou que a UNRRA foi infiltrada por agentes soviéticos que buscavam causar problemas entre as pessoas deslocadas. Em 1951, Morgan esteve presente na Operação Furacão, os primeiros testes de armas atômicas britânicas nas Ilhas Montebello em 1952.